# The Future Is Now
The Future Is Now – debiutancki album amerykańskiej grupy hip-hopowej Non Phixion.

## Lista utworów
| Nr | Tytuł                                  | Czas | Producent       | Występujący                                                                             |
| -- | -------------------------------------- | ---- | --------------- | --------------------------------------------------------------------------------------- |
| 1  | "Futurama"                             | 4:07 | Necro           | Ill Bill, Goretex                                                                       |
| 2  | "Drug Music"                           | 3:28 | Large Professor | Uncle Howie, Ill Bill, Sabac Red, Goretex, DJ Eclipse                                   |
| 3  | "The C.I.A. is Trying to Kill Me"      | 4:21 | Necro           | Ill Bill, Goretex, Sabac Red                                                            |
| 4  | "If You Got Love"                      | 3:50 | Pete Rock       | Ill Bill, Goretex, Pete Rock                                                            |
| 5  | "There Is No Future"                   | 4:09 | Necro           | Ill Bill, Necro, Garetex, Sabac Red                                                     |
| 6  | "Uncle Howie"                          | 1:00 | Uncle Howie     | Uncle Howie                                                                             |
| 7  | "Rock Stars"                           | 3:59 | DJ Premier      | Ill Bill, Sabac Red, Garetex, DJ Premier                                                |
| 8  | "Say Goodbye to Yesterday"             | 3:56 | Necro           | Sabac Red, Goretex, Cenophia Mitchell                                                   |
| 9  | "Black Helicopters"                    | 4:07 | Necro           | Ill Bill, Goretex, Sabac Red                                                            |
| 10 | "Strange Universe"                     | 2:05 | Necro           | Ill Bill, MF DOOM, Garetex                                                              |
| 11 | "Cult Leader"                          | 4:08 | Dave 1          | Ill Bill, A - Trak                                                                      |
| 12 | "It's Us"                              | 3:58 | Large Professor | Ill Bill, Sabac Red, Garetex                                                            |
| 13 | "Suicide Bomb"                         | 3:33 | JuJu            | Ill Bill, JuJu, Marley Metal, Psycho Less, Moonshine, Goretex, Sabac Red, Al Tariq      |
| 14 | "Where You Wanna Go"                   | 0:27 | Uncle Howie     | Uncle Howie                                                                             |
| 15 | "We Are the Future"                    | 4:15 | Large Professor | Ill Bill, Garetex, Sabac Red, DJ Eclipse                                                |
| 16 | The C.I.A. is Still Trying to Kill Me" | 5:42 | Necro, T Ray    | Ill Bill Sabac Red, Goretex, Stephen Carpenter, Christian Olde Wolbers, Raymond Herrera |

## Użyte sample
- "Futurama"
  - Horner – "Shad's Pursuit"
- "The C.I.A Is Trying to Kill Me"
  - Osanna – "Preludio"
- "Rock Stars"
  - The Bar-Kays – "In The Hole"
  - Gang Starr – "Above The Clouds"
- "Black Helicopters"
  - Liya Fang – "Guitar Hot Springs"
- "Cult Leader"
  - The Jackson 5 – "Walk On"
- "If You Got Love"
  - Petula Clark – "The Windmills of Your Mind"
- "Say Goodbye To Yesterday"
  - Kitarō – "Silk Road Fantasy"
- "Strange Universe"
  - Johnny Pearson – "Fugitive"
- "Suicide Bomb"
  - Average White Band – "Groovin' the Night Away"
- "Drug Music"
  - Mobb Deep – Allustrious"
- "We Are the Future"
  - Johnny Mathis – "Me For You, You For Me"